# Itaporã
Pour les articles homonymes, voir Itaporã (homonymie).
Itaporã est une municipalité brésilienne de l'État de Mato Grosso do Sul et la Microrégion de Dourados.